# Coronel Sapucaia
Coronel Sapucaia là một đô thị thuộc bang Mato Grosso do Sul, Brasil. Đô thị này có diện tích 1028,898 km², dân số năm 2007 là 13912 người, mật độ 13,52 người/km².